# Blox
Blox – serwis blogowy istniejący w latach 2004-2019 jako część spółki medialnej Agora (znanej jako wydawca Gazety Wyborczej). W kwietniu 2019 roku serwis został zamknięty z powodu spadku popularności.
Blox wymagał utworzenia konta w Gazeta.pl i każdorazowego logowania. Do dyspozycji użytkownika był specjalny edytor online, dostępny w wersjach: tekstowej i trzech WYSIWYG.
Do edycji mogły również służyć zewnętrzne edytory, zgodne ze specyfikacją Metaweblog API. Jednym z nich jest Bloxer, który ma jednak kłopot z polskimi literami – zapisuje je i publikuje online w standardzie kodowania Windows-1250, co jest niezgodne ze stroną kodową Bloxa. Alternatywnym programem do blogowania offline jest Bloxie, która problemów z kodowaniem nie ma.
W blogu można było przyjąć jeden z dostępnych szablonów graficznych (dodatkowo użytkownik mógł tworzyć i udostępniać innym własne) oraz zakres wyświetlanej informacji, do czego służyły ustawienia blogu. Wszystkie wpisy oraz komentarze były również dostępne jako kanały RSS. Wpisy można było kategoryzować, co dawało łatwiejszy dostęp do tematycznie zgrupowanych wiadomości. Blox obsługiwał mechanizm komunikacji międzyblogowej – TrackBack.
W połowie 2005 roku Blox zawierał ponad 30 tys. indywidualnych blogów; w połowie 2006 roku Blox zawierał ponad 90 tys. indywidualnych blogów.
27 lutego 2019 roku spółka Agora SA poinformowała, że pod koniec kwietnia tego samego roku zamknie należącą do spółki platformę blogową Blox.pl z powodu malejącej popularności tego serwisu internetowego. Po zamknięciu serwisu na stronie blox.pl znajduje się przegląd artykułów z serwisów internetowych należących do grupy Gazeta.pl.

## Bloxie
Bloxie był programem do blogowania offline dla systemu blogów Blox.
Był to program do blogowania specjalizowany do współpracy z serwisem Blox.pl. Umożliwiał tworzenie wpisów na wszystkich blogach danego użytkownika. Zapewniał pełny WYSIWYG notki uwzględniając arkusze CSS blogów. Automatycznie generował również spis treści blogu oraz kanał RSS.
Korzystanie z serwisu wymagało zainstalowanego systemu operacyjnego Microsoft Windows 2000 (lub nowszego) oraz bibliotek .NET 2.0.